# Porsche 911 GT1
Porsche 911 GT1 byl závodní vůz určený pro soutěže ve třídě GT1 24 hodin Le Mans. Byla vyrobena i limitovaná edice homologovaných automobilů.

## Historie
Porsche 911 GT1 debutovalo v roce 1995 a bylo ohlášeno, že bude soutěžit v roce 1996 na 24 hodin Le Mans. Přes svůj název měl vůz skutečně málo společného s automobily řady 911. 911 GT1 byla vybavena vodou chlazeným motorem s biturbem a celkovým výkonem 600 hp (450 kW).

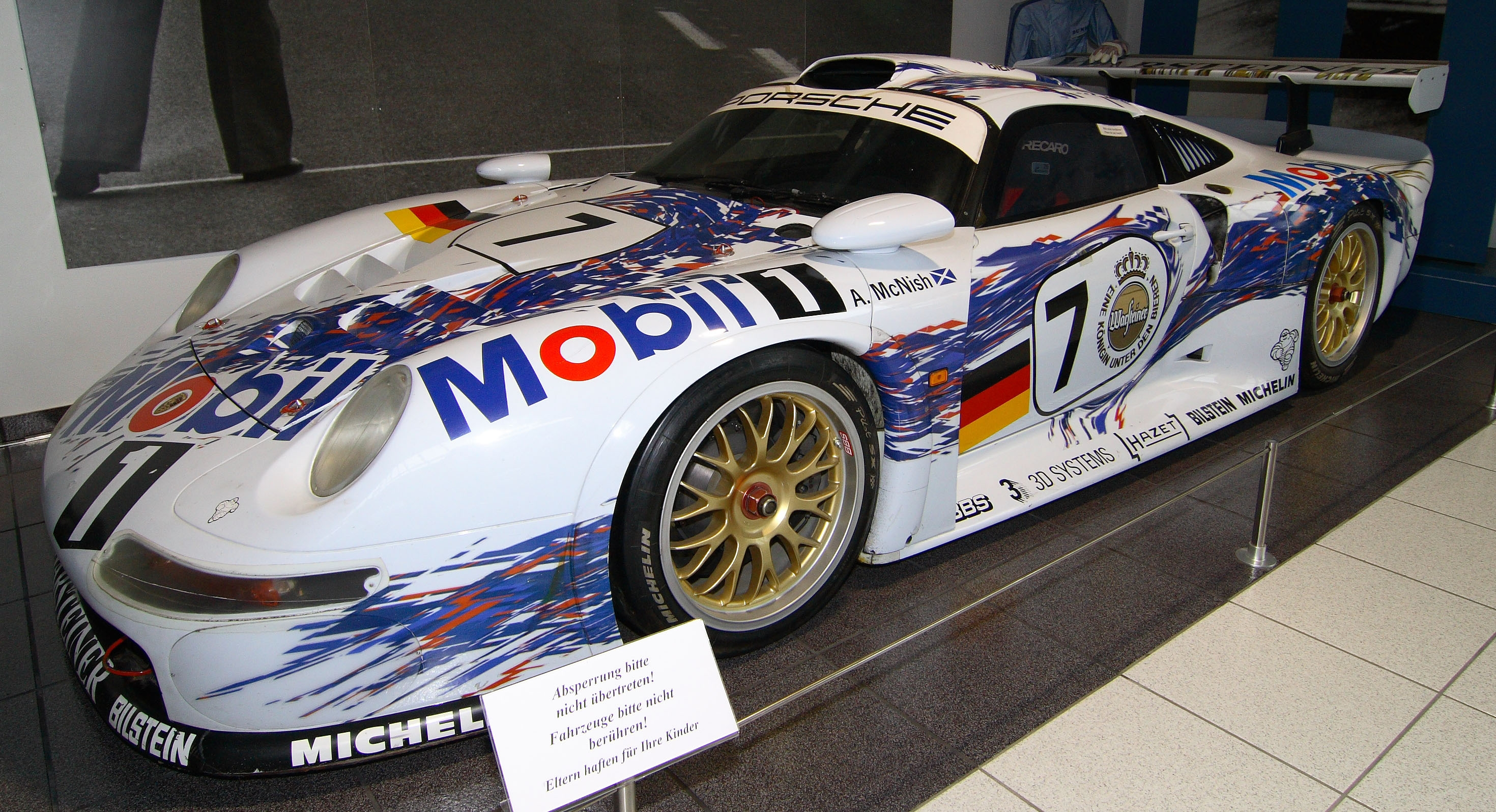
Verze 911 GT1 z roku 1996.

### 1996
Hned první nasazení v třídě GT1 přineslo vítězství. V tomto období měl vůz výkon 600 hp (450 kW) a jeho nejvyšší rychlost byla přesně 330 km/h (205 mph).

### 1997
Porsche provedlo drobné úpravy vozu pro Le Mans 1997, včetně změny designu přídě vozu se začleněnými světlomety „ledvinového tvaru“, které mohly být vidět na pozdějších modelech Boxster a dalších. Tento typ dostal název 911 GT1 Evo (nebo Evolution). Výkon zůstal stejný, ale aerodynamika byla vylepšena.

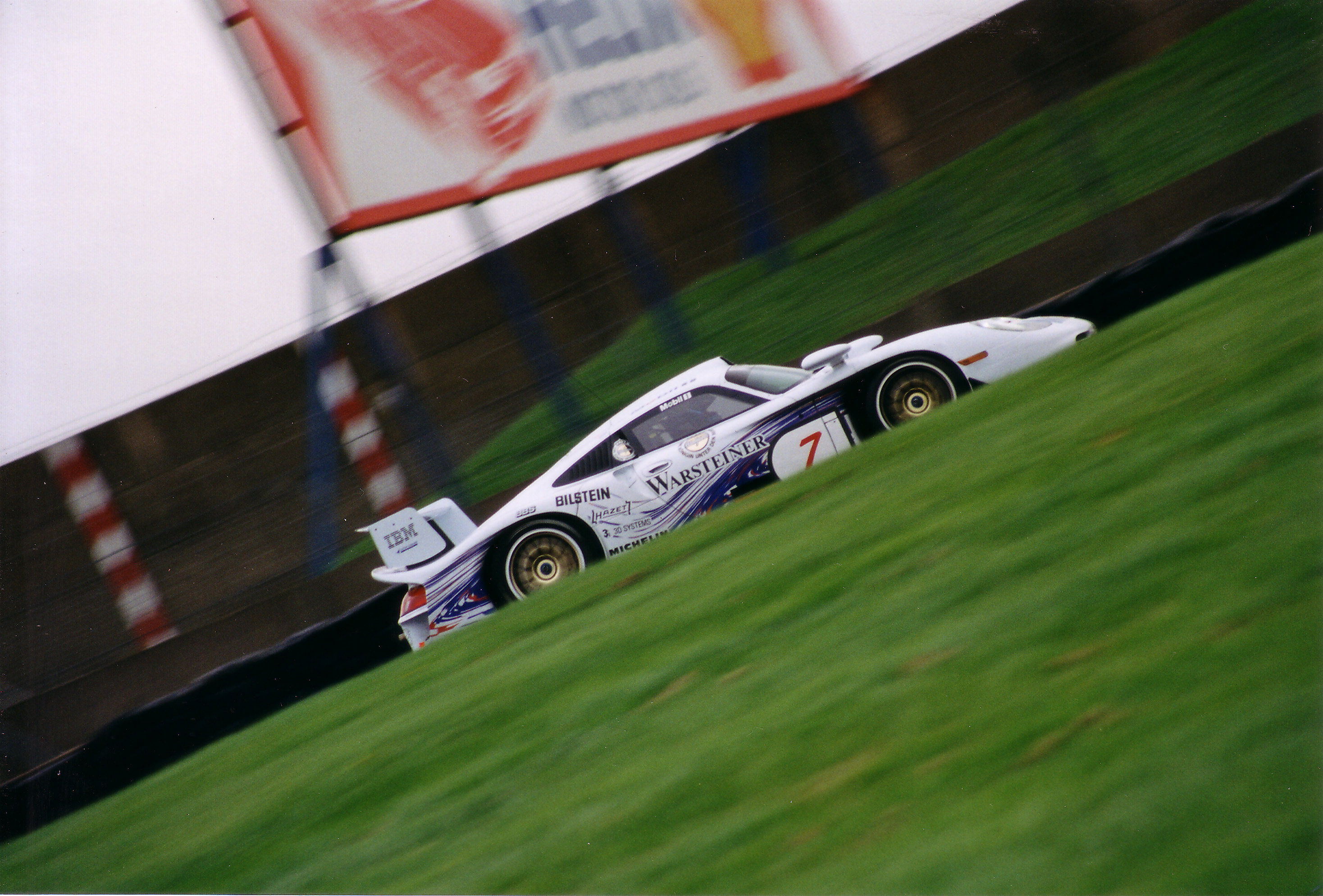
911 GT1 Evo soutěžících v průběhu roku 1997

### 1998

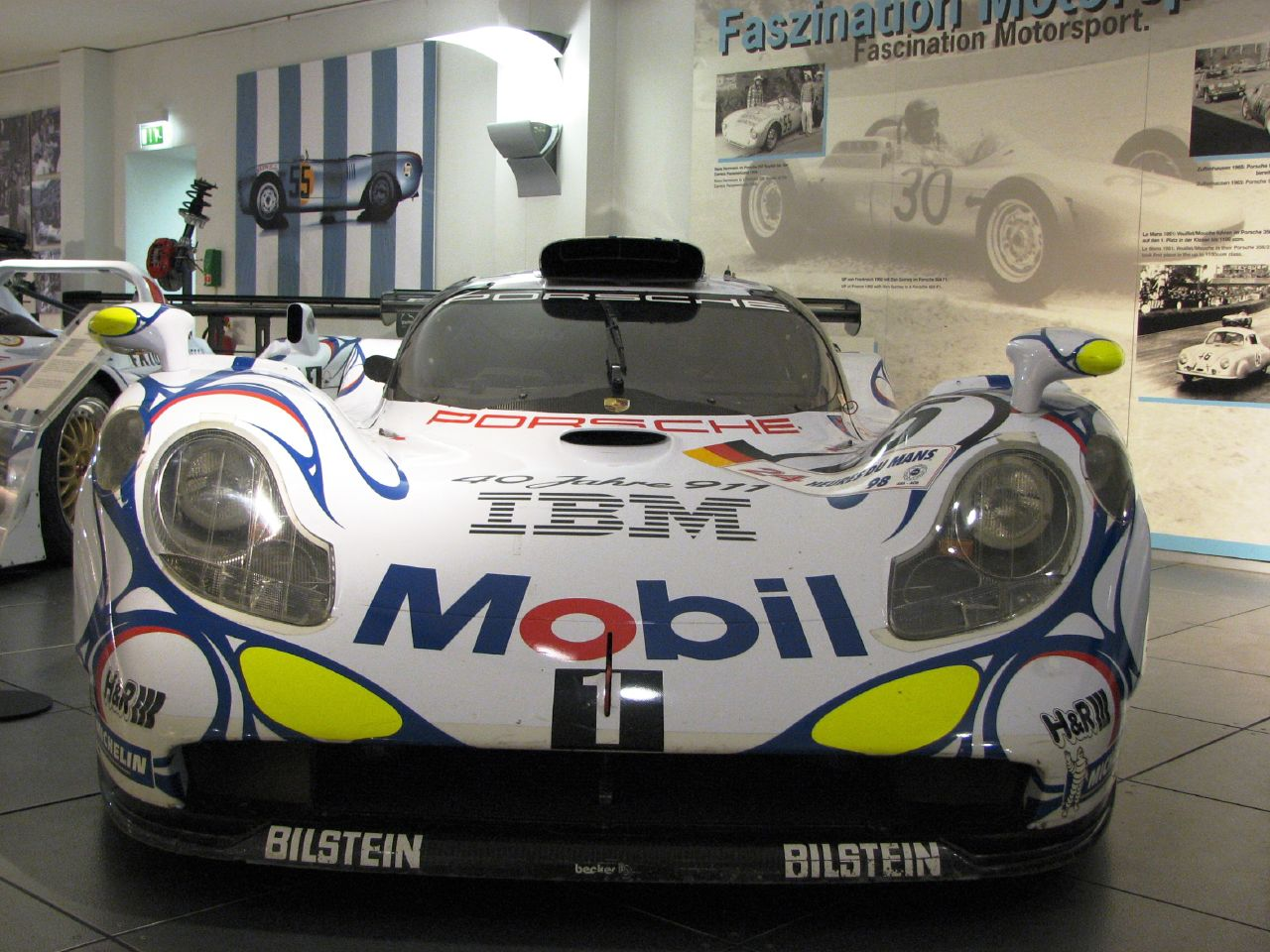
Verze '98

V tomto roce FIA a ACO rozhodly, že vozy třídy GT musí být postaveny na základě silničních automobilů. Byly provedeny radikální změny karoserie a zavedena nová sekvenční převodovka. Roku 1998 vůz dosahoval rychlosti 330 km/h (205 mph).

### Silniční verze
Pravidla v kategorii GT1 stanovují, že musí být postaveno alespoň 25 homologovaných vozů. Porsche vyvinulo plnohodnotný silniční model nazvaný „911 GT1 Strassenversion“. Motoru musel být ubrán výkon, aby splňoval evropské emisní normy. Motor měl 544 hp (406 kW) při 7000 ot./min., hmotnost vozu činila 1250 kg, zrychlení z 0-100 km/h dosahoval za 3,4 s a maximální rychlost byla 310 km/h (193 mph).

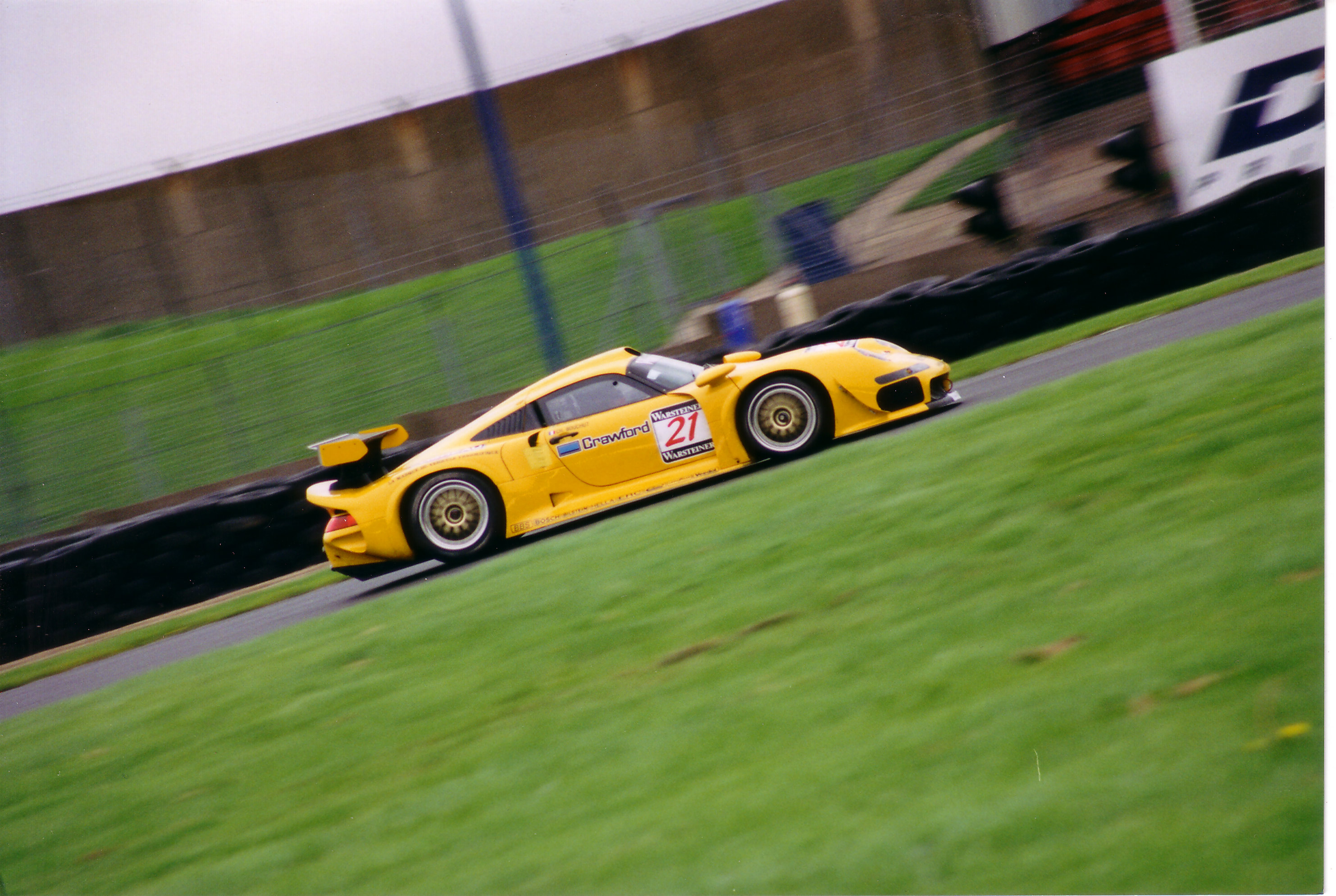
Silniční verze